# Shuanggang (köpinghuvudort i Kina, Jilin Sheng, lat 45,11, long 122,92)
Shuanggang (kinesiska: 双岗, 双岗镇) är en köpinghuvudort i Kina. Den ligger i provinsen Jilin, i den nordöstra delen av landet, omkring 220 kilometer nordväst om provinshuvudstaden Changchun. Antalet invånare är 10 801. Befolkningen består av 5 295 kvinnor och 5 506 män. Barn under 15 år utgör 13,0 %, vuxna 15-64 år 80 %, och äldre över 65 år 6,0 %.
Runt Shuanggang är det ganska glesbefolkat, med 40 invånare per kvadratkilometer. Närmaste större samhälle är Heishui, 13,4 km nordväst om Shuanggang. Trakten runt Shuanggang består i huvudsak av gräsmarker.
Genomsnittlig årsnederbörd är 564 millimeter. Den regnigaste månaden är juli, med i genomsnitt 153 mm nederbörd, och den torraste är januari, med 4 mm nederbörd.